# Angkatan
Angkatan is een bestuurslaag in het regentschap Sumenep van de provincie Oost-Java, Indonesië. Angkatan telt 5411 inwoners (volkstelling 2010).